# 974
974 (CMLXXIV) fue un año común comenzado en jueves del calendario juliano, en vigor en aquella fecha.

## Acontecimientos
- Benedicto VII sucede a Benedicto VI como papa.

## Nacimientos
- Ermengol I, conde de Urgel.

## Fallecimientos
- Benedicto VI, papa de la Iglesia Católica.